# Souprava metra D

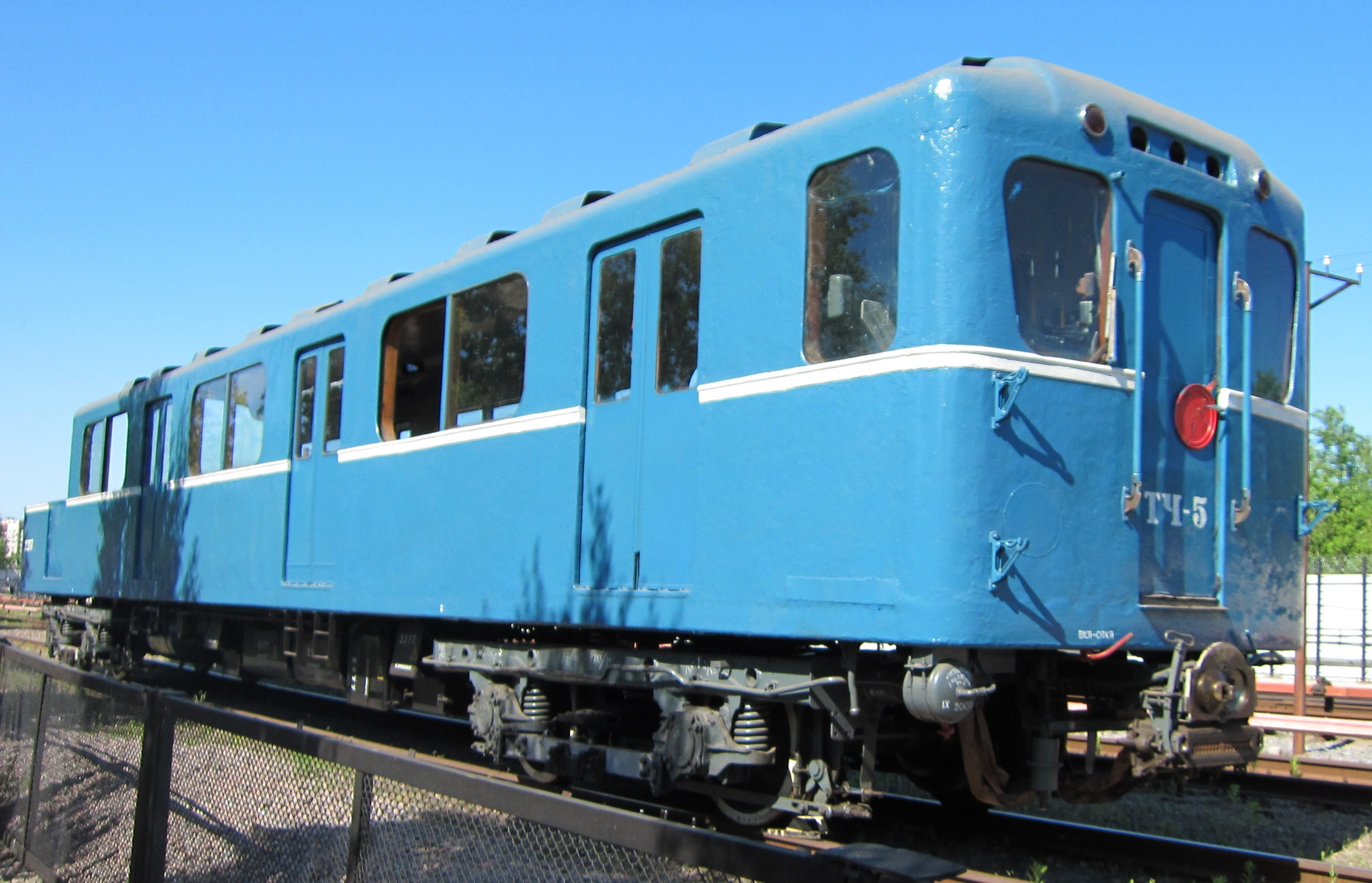
Vůz metra typu D číslo 2277

Vozy soupravy metra typu D byly sériově vyráběny v tehdejším Mytiščinském strojírenském závodě mezi lety 1955 až 1963.
Do roku 1992 byly v provozu v petrohradském a moskevském metru, do roku 1995 pak i v kyjevské síti podzemní dráhy. Celkem se vyrobilo 662 vozů tohoto typu, nejvíce v letech 1961 a 1962, kdy počty vyrobených vagonů překročily stovku. Každý z vagonů vážil 36,2 tun, dlouhý byl 19,166 m a široký 2,7 m. Pojal až 264 cestujících.